# Phyllanthus ampandrandavae
Phyllanthus ampandrandavae är en emblikaväxtart som beskrevs av Jacques Désiré Leandri. Phyllanthus ampandrandavae ingår i släktet Phyllanthus och familjen emblikaväxter. Inga underarter finns listade i Catalogue of Life.